# Pravá církev Ježíšova

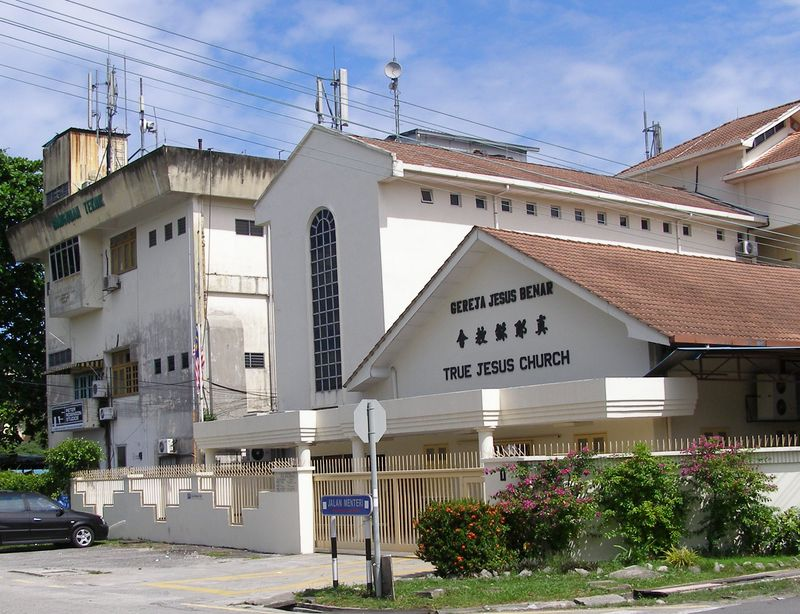
Modlitebna Pravé církve Ježíšovy v Kuala Lumpur

Pravá církev Ježíšova (čínsky 真耶穌教會) je čínskou odnoží letniční větve křesťanství vzniklé v prvním desetiletí 20. století. Vznik této církve je datován do roku 1917. Je největší čínskou letniční církví, hlásí se k učení „jednosti“, ale zároveň též dodržuje slavení soboty. Zpočátku nesla název Obnovená pravá církev Ježíšova všech národů.
Současným zvoleným předsedou mezinárodního synodu Pravé církve Ježíšovy je kazatel Jung-Ťi Lin (林永基傳道). Počet věřících je odhadován na 1,5 milionu na pěti kontinentech.[zdroj?]

## Doktrína
Deset základních prvků víry Pravé církve Ježíšovy jsou:
1. Duch Svatý: „Přijetí Svatého Ducha, prokázané mluvou v jazycích, je záruka našeho dědictví Království nebeského."
2. Křest: „Křest vodou je svátost pro odpuštění hříchů a pro duchovní obrodu. Křest se musí odehrát v přírodní tekoucí vodě, např. v řece, v moři nebo ve studánce. Křtící osoba, která už obdržela křest vodou a Svatým Duchem, provede křest ve jménu Pána Ježíše Krista. Křtěná osoba musí být úplně ponořená ve vodě se skloněnou hlavou a obličejem směrem dolů."
3. „Svátostí mytí nohou člověk vstupuje ve společenství se Ježíšem Kristem. Slouží taky jako stálé připomenutí lásky, svatosti, pokory, odpuštění a služby. Každému, kdo byl pokřtěn vodou, jsou omyty jeho nohy ve jménu Ježíše Krista. Vzájemné mytí nohou může být provedeno kdykoliv to je vhodné.“
4. „Svaté Přijímání je svátost připomenutí smrti Pána Ježíše Krista. Umožňuje nám účastnit se na tělu a krvi našeho Pána a být ve společenství s ním, abychom získali život věčný a byli vzkříšeni při Posledním soudu. Tato svátost by měla být vykonávána tak často jak je možné. Měl by být použit jen chléb z nekvašeného těsta a nekvašené víno.“
5. Sobota: "Sobota, sedmý den týdne, je Svatý den, posvátný a požehnaný Bohem. Pánovou přízní tím byla sledována oslava Božího stvoření a spásy a s nadějí na věčný odpočinek v životě, který přijde."
6. „Ježíš Kristus, slovo, které se stalo tělem. Zemřel na kříži, aby vykoupil hříšníky. Vstal z mrtvých třetí den a poté vystoupil na Nebesa. Je jediným Spasitelem lidstva, Stvořitel Nebes a Země a jediný pravý Bůh.Je to bůh i člověk v jedné osobě"
7. „Bible svatá, jež se skládá ze Starého a Nového zákona a jejíž inspiraci je Bůh, ta jediná psaná pravda a standard života křesťana."
8. „Spása je dána milostí Boha skrze víru. Věřící se musí opřít o pomoc Ducha Svatého ve své snaze o dosažení svatosti, v uctívání Boha i v lásce k lidem.„
9. „Pánův druhý příchod nastane v Soudný den. Sestoupí z Nebes, aby soudil svět: pravověrným se dostane věčného života, padlé čeká věčné zatracení.“
10. „Skutečná Církev Ježíšova, založená naším Pánem Ježíšem Kristem skrze Svatého Ducha během doby „pozdního deště“ je obnovená skutečná církev apoštolské doby."

„Církev neslaví Vánoce neboť 25. prosinec byl původně spojen s pohanským rituálem oslavy Slunce, který byl později převzat křesťanstvím během vlády římského císaře Konstantina ve 4. století“